# Досжан, Дукенбай
Дукенбай Досжан, Дукенбай Досжанович Досжанов (9 сентября 1942, аул Куланшы, Жанакорганского района, Кызылординской области, Казахская ССР, СССР — 16 сентября 2013, Астана, Казахстан) — казахский писатель, автор исторических романов и повестей. Лауреат Государственной премии Республики Казахстан (1996) и Национальной премии имени Мухтара Ауэзова.

## Биография
Уже в 15 лет рассказы начинающего писателя «Кокпар» и «Кумыс» были опубликованы в республиканских СМИ.
Окончил Казахский государственный университет (1964). В 1963—1966 годах — литературный сотрудник газеты «Жетысу», в 1966—1975 годах — старший редактор издательства «Жазушы», в 1976—1984 годах — начальник отдела Комитета по делам печати, полиграфии и книжной торговли, в 1984—1990 годах — литературный консультант СП Казахстана. В 1994—1996 годы — заведующий отделом Агентства авторских и смежных прав РК. В 1996—2002 годы был первым директором Музея национальной валюты тенге Национального банка Республики Казахстан. С 2002 года — главный редактор журнала «Мәдени мұра — Культурное наследие» в Президентском центре культуры Казахстана.
С 1990 года на творческой работе. Литературную деятельность начал как поэт в 1964 году, позже писал прозу. Автор 11 романов, 24 повестей и более 100 рассказов. Тематика произведения широка. Исторические повести и романы: «Отырар» (1965), «Фараби» (1965), «Жібек жолы» (1973), «Екі дүние есігі» (1998). Проблемам современной жизни посвящены «Зауал» (1970), «Kici ақысы» (1978), «Дария» (1975), «Жолбарыстың сүрлеуі» (1984) и др. Отдельную серию составляют художественные произведения о великих людях: «Абай айнасы» (1994), «Алыптың азабы» (1997), «Мұхтар жолы» (1998).
Большую известность в Советском Союзе писателю принесли переводы его книг на русский язык, сделанные Герольдом Бельгером и Морисом Симашко — романы «Трудный шаг» (1974) о сельской молодёжи и «Шелковый путь» (1980) о гибели Отрара при монгольском нашествии, за который украинское издательство присудило ему престижную премию «За лучший исторический роман».
Стал первым писателем, получившим доступ в закрытый архив Комитета национальной безопасности Казахстана. В результате проведённых в нём исследований им была создана основанная на данных судебных документов повесть «Тюрьма» (1992), а также написанный по следам декабрьских событий 1986 года художественный роман «Площадь» (1993). Эти произведения более не переиздавались, только несколько экземпляров хранятся в фонде редких книг.
Произведения Дукенбая Досжана переведены на 19 языков народов мира тиражом 3,7 млн экз. Его имя внесено золотыми буквами в Казахскую энциклопедию и в сборник США «Люди литературы и искусства». Сборник его рассказов «Когда я умирал» (2009) вышел в свет в серии «Самый читаемый писатель». По итогам электронного опроса-исследования Министерства связи и информации РК 2010 года — самый читаемый писатель Казахстана.
Скончался 16 сентября 2013 года, похоронен на городском кладбище Астаны (мусульманская часть кладбища).

## Отдельные произведения
- Таңдаулы шығармалар (Избранное), 2 томдық, Алма-Ата, 1990;
- Таразы. Роман-толғау. Алматы, 1992;
- Алаң, Алматы, 1993;
- Абай айнасы. Гұмырнамалық зерттеу-эссе, Алматы, 1994;
- Құм кітабы, Алматы, 1995;
- Алыптың азабы. Роман, әңгімелер, хикаят, Алматы, 1997;
- Eкi дүние eciгi. Бақи жалған. Мына заман. Эсселер, әңгімелер, Алматы, 1488